# Kim Tuấn (nhạc sĩ)
Kim Tuấn là một nhạc sĩ - nghệ sĩ guitar người Việt Nam, nổi tiếng với các ca khúc nhạc trẻ, trữ tình. Anh thuộc những nhạc sĩ thế hệ thứ hai của nhạc trẻ Việt Nam sau thời kì đổi mới. Một số sáng tác được biết đến nhiều của Kim Tuấn là Biển cạn, Tôi ngàn năm đợi, Câu chuyện tình tôi, Thế giới không tình yêu.

## Tuổi thơ
Kim Tuấn tên thật là Nguyễn Kim Tuấn, còn có bút danh khác là Nguyễn Duy An. Anh sinh năm 1961, trong một gia đình âm nhạc, có chị gái là Bảo Yến và Nhã Phương đều là những ca sĩ nổi tiếng.
Người thầy dạy nhạc đầu tiên của Kim Tuấn chính là cha anh, nhạc sĩ Thủy Triều. Kim Tuấn được cha dạy violon từ nhỏ, lúc 4 tuổi đã làm quen cây đàn guitare và tự học từ đó. Thuở nhỏ, Kim Tuấn đã sớm chơi đàn violon cùng chị Nhã Phương trong chương trình truyền hình Cần Thơ do ba mình là nhạc sĩ Thủy Triều làm đạo diễn ca nhạc.
Kim Tuấn học sáng tác với ba từ năm 12 tuổi, nhưng chính thức có tác phẩm vào năm 18 tuổi với bài hát "Cái yêu đương". Từ đó, sáng tác ca khúc trở thành niềm đam mê không rời của anh.

## Hoạt động
Lớn lên, Kim Tuấn chơi đàn guitare cho ban nhạc của anh rể là Lê Hựu Hà. Sau đó, anh lên Sài Gòn đàn guitare cho ban nhạc của một người anh rể khác là nhạc sĩ Quốc Dũng (chồng Bảo Yến) tại Nhà hát Hòa Bình và một số sân khấu ca nhạc khác tại TP. Hồ Chí Minh. Anh từng tham gia hát chính trong ban nhạc trẻ sinh viên Cao đẳng Mỹ thuật TPHCM và đoạt giải nhạc Rock do Thành đoàn TP. Hồ Chí Minh tổ chức, trở thành cây guitare chuyên đánh cho các studio từ đó đến nay.
Kim Tuấn sáng tác theo nhiều dòng nhạc như pop, rock, classic, dân ca – trữ tình,... Các ca khúc của anh tập trung ở ba chủ đề: nhạc trẻ về tình yêu đôi lứa, nhạc trữ tình về quê hương đất nước, mảng đề tài xã hội, về cuộc sống và thân phận con người. Nhạc Kim Tuấn được nhiều ca sĩ trong nước và hải ngoại chọn thể hiện.
Ngoài sáng tác, anh có các hoạt động khác gồm chơi guitare cho các chương trình ca nhạc truyền hình, sân khấu, thu âm (studio), hòa âm phối khí (đặc biệt là cho Hãng Phim Trẻ), thỉnh thoảng cũng đi hát cùng hai chị là Bảo Yến và Nhã Phương.
Giữa Kim Tuấn và người anh rể Quốc Dũng có mối tương đồng mà theo lời Bảo Yến là khá kỳ lạ. Anh sinh sau Quốc Dũng 10 năm nhưng cả hai anh em lại sinh cùng vào 2h sáng ngày 15/6. Trong âm nhạc, cả hai cũng có sự đồng điệu sâu sắc về đề tài sáng tác.

## Tác phẩm

### Albums
- 1999 - Hoang vắng - The best concert guitar Kim Tuấn & Quốc Dũng
- 2004 - Hoài Cảm - Hòa tấu guitar
- 2006 - Tình khúc cho em (solo)
- 2006 - Hòa tấu guitar trữ tình (solo)
- 2007 - Diễm xưa - Tình khúc Trịnh Công Sơn (Kim Tuấn & violin Thanh Tuyền)
- 2008 - Còn tuổi nào cho em - Trịnh Công Sơn (Kim Tuấn & violin Thanh Tuyền)
- 2010 - Gọi tên bốn mùa - Hòa tấu guitar tình khúc Trịnh Công Sơn (solo)

### Sáng tác
Dưới đây là một số sáng tác tiêu biểu:
- Biển cạn
- Câu chuyện tình tôi
- Chuyện tình bên nhánh sông gầy (Nguyễn Duy An)
- Con đường nào đến thiên đường (Nguyễn Duy An)
- Con tim tan vỡ (Nguyễn Duy An)
- Giấc mộng ngàn thu
- Hãy để mưa rơi
- Hãy thắp ánh sáng (Đổi thay)
- Hương nồng
- Lạc lối
- Lời ru của mẹ
- Lời nói dối muộn màng
- Mùa hè
- Mùa hè mưa
- Nước trôi qua ghềnh
- Tôi ngàn năm đợi
- Thế giới không tình yêu (Nguyễn Duy An)
- Tình cuốn mây ngàn
- Trái tim hoang đường
- Trăng cô đơn